# Deuxième circonscription de la Corrèze
La deuxième circonscription de la Corrèze est l'une des deux circonscriptions législatives françaises que compte le département de la Corrèze situé en région Nouvelle-Aquitaine.

## Description géographique et démographique

### De 1958 à 1986
La deuxième  circonscription de la Corrèze  était composée de :
- Canton d'Ayen
- Canton de Beaulieu-sur-Dordogne
- Canton de Beynat
- Canton de Brive-la-Gaillarde-Nord
- Canton de Brive-la-Gaillarde-Sud
- Canton de Donzenac
- Canton de Juillac
- Canton de Larche
- Canton de Meyssac

Source : Journal Officiel du 14-15 Octobre 1958.

### De 1988 à 2010
La deuxième circonscription de la Corrèze  était composée de :
- Canton d'Ayen
- Canton de Brive-Centre
- Canton de Brive-Nord-Est
- Canton de Brive-Nord-Ouest
- Canton de Brive-Sud-Est
- Canton de Brive-Sud-Ouest
- Canton de Malemort-sur-Corrèze
- Canton de Meyssac

### Depuis 2012
La deuxième circonscription de la Corrèze est délimitée par le découpage électoral intervenu à la suite du redécoupage de 2010.
Elle a intégré quelques cantons des anciennes première et troisième circonscriptions (cantons de  Beaulieu-sur-Dordogne, Beynat, Juillac, Lubersac, Mercœur et Saint-Privat).
Elle regroupe les divisions administratives suivantes : 
- Canton d'Ayen
- Canton de Beaulieu-sur-Dordogne
- Canton de Beynat
- Canton de Brive-la-Gaillarde-Centre
- Canton de Brive-la-Gaillarde-Nord-Est
- Canton de Brive-la-Gaillarde-Nord-Ouest
- Canton de Brive-la-Gaillarde-Sud-Est
- Canton de Brive-la-Gaillarde-Sud-Ouest
- Canton de Juillac
- Canton de Larche
- Canton de Lubersac
- Canton de Malemort-sur-Corrèze
- Canton de Meyssac
- Canton de Mercœur
- Canton de Saint-Privat.

Précédemment, elle était délimitée par le découpage issu de la loi no 86-1197 du 24 novembre 1986.
À la suite du redécoupage, la population totale de cette circonscription est estimée à 121 066 habitants. (Lors du recensement général de 1999, la population de cette circonscription, dans son ancien périmètre, était estimée à 88 778 habitants,.)
Lors du recensement de la population en 2013 par l'INSEE, la circonscription compte 120 493 habitants.
En 2019, la circonscription comptait 119 729 habitants.

## Historique des députations
| Législature | Début de mandat | Fin de mandat  | Député               | Parti politique | Parti politique | Observation |
| ----------- | --------------- | -------------- | -------------------- | --------------- | --------------- | --- |
| Ire         | 9 décembre 1958 | 9 octobre 1962 | Jean Filliol         |                 | UNR             | Mandat écourté à la suite d'une dissolution parlementaire décidée par Charles de Gaulle.                                                         |
| IIe         | 6 décembre 1962 | 8 février 1966 | Jean Charbonnel      |                 | UNR-UDT         | Conseiller général du canton de Brive-Nord (1964-1982) Nommé secrétaire d'État aux Affaires étrangères, il est remplacé par Pierre Pouyade.      |
| IIe         | 9 février 1966  | 2 avril 1967   | Pierre Pouyade       |                 | UNR-UDT         | |
| IIIe        | 3 avril 1967    | 30 mai 1968    | Roland Dumas         |                 | FGDS            | Mandat écourté à la suite d'une dissolution parlementaire décidée par Charles de Gaulle.                                                         |
| IVe         | 11 juillet 1968 | 6 août 1972    | Jean Charbonnel      |                 | UDR             | Maire de Brive-la-Gaillarde (1966-1995) Nommé Ministre du Développement industriel et scientifique, il est remplacé par Charles Ceyrac.          |
| IVe         | 7 août 1972     | 1er avril 1973 | Charles Ceyrac       |                 | UDR             | |
| Ve          | 2 avril 1973    | 6 mai 1973     | Jean Charbonnel      |                 | UDR             | Nommé Ministre du Développement industriel et scientifique, il est remplacé par Charles Ceyrac.                                                  |
| Ve          | 7 mai 1973      | 2 avril 1978   | Charles Ceyrac       |                 | UDR             | |
| VIe         | 3 avril 1978    | 22 mai 1981    | Jacques Chaminade    |                 | PCF             | Conseiller général du canton de Brive-Sud (1976-1982) Mandat écourté à la suite d'une dissolution parlementaire décidée par François Mitterrand. |
| VIIe        | 2 juillet 1981  | 1er avril 1986 | Jean-Claude Cassaing |                 | PS              | Conseiller général du canton de Brive-Nord-Ouest (1982-1992)                                                                                     |
| IXe         | 23 juin 1988    | 1er avril 1993 | Jean Charbonnel      |                 | RPR             | |
| Xe          | 2 juin 1993     | 21 avril 1997  | Bernard Murat        |                 | RPR             | Maire de Brive-la-Gaillarde (1995-2008) |
| XIe         | 1er juin 1997   | 18 juin 2002   | Philippe Nauche      |                 | PS              | Conseiller général du canton Brive-Nord-Ouest (1992-2008) Conseiller municipal de Brive-la-Gaillarde (1995-2007)                                 |
| XIIe        | 19 juin 2002    | 19 juin 2007   | Frédéric Soulier     |                 | RPR puis UMP    | Maire-adjoint de Brive-la-Gaillarde (1995-2004) Conseiller général du canton de Brive-Centre (2004-2015)                                         |
| XIIIe       | 20 juin 2007    | 19 juin 2012   | Philippe Nauche      |                 | PS              | Maire de Brive-la-Gaillarde (2008-2014) |
| XIVe        | 20 juin 2012    | 20 juin 2017   | Philippe Nauche      |                 | PS              | Conseiller régional de Nouvelle-Aquitaine (2016-)                                                                                                |
| XVe         | 21 juin 2017    | 21 juin 2022   | Frédérique Meunier   |                 | LR              | Maire de Malemort (2014-2017) Présidente départementale de LR (2021-)                                                                            |
| XVIe        | 22 juin 2022    | 9 juin 2024    | Frédérique Meunier   |                 | LR              | Conseillère départementale du canton de Malemort (2021-) Mandat écourté à la suite d'une dissolution parlementaire décidée par Emmanuel Macron.  |
| XVIIe       | 8 juillet 2024  | en cours       | Frédérique Meunier   |                 | LR              | |

## Historique des élections

### Élections de 1958
| Candidat       | Candidat            | Parti          | Premier tour | Premier tour | Second tour | Second tour |  |
| Candidat       | Candidat            | Parti          | Voix         | %            | Voix        | %           |  |
| -------------- | ------------------- | -------------- | ------------ | ------------ | ----------- | ----------- |  |
|                | Jean Goudoux        | PCF            | 12 575       | 26,93        | 14 805      | 30,99       |  |
|                | Jean Filliol élu    | UNR            | 10 769       | 23,06        | 23 748      | 49,71       |  |
|                | Jean Labrunie       | Radsoc         | 7 032        | 15,06        | 9 222       | 19,3        |  |
|                | André Jalinat       | SFIO           | 5 247        | 11,24        | Retrait     | Retrait     |  |
|                | Ernest Bounaix      | CNIP           | 4 787        | 10,25        | Retrait     | Retrait     |  |
|                | Jean Delmond        | MRP            | 3 225        | 6,91         | Retrait     | Retrait     |  |
|                | Pierre-Aimé Pouyade | CR             | 3 062        | 6,56         | Retrait     | Retrait     |  |
|                |                     |                |              |              |             |             |  |
| Inscrits       | Inscrits            | Inscrits       | 60 072       | 100,00       | 60 053      | 100,00      |  |
| Abstentions    | Abstentions         | Abstentions    | 12 744       | 21,21        | 11 593      | 19,3        |  |
| Votants        | Votants             | Votants        | 47 328       | 78,79        | 48 460      | 80,7        |  |
| Blancs et nuls | Blancs et nuls      | Blancs et nuls | 631          | 1,33         | 685         | 1,41        |  |
| Exprimés       | Exprimés            | Exprimés       | 46 697       | 98,67        | 47 775      | 98,59       |  |

Pierre Desnoyer, industriel à Objat est le suppléant de Jean Filliol.

### Élections de 1962
| Candidat       | Candidat            | Parti          | Premier tour | Premier tour | Second tour | Second tour |  |
| Candidat       | Candidat            | Parti          | Voix         | %            | Voix        | %           |  |
| -------------- | ------------------- | -------------- | ------------ | ------------ | ----------- | ----------- |  |
|                | Jean Goudoux        | PCF            | 12 669       | 30,28        | 21 470      | 49,2        |  |
|                | Jean Charbonnel élu | UNR-UDT        | 11 266       | 26,92        | 22 169      | 50,8        |  |
|                | Jean Labrunie       | PSU            | 6 713        | 16,04        | Retrait     | Retrait     |  |
|                | Roger Courbatère    | Radsoc         | 6 319        | 15,1         | Retrait     | Retrait     |  |
|                | Roger Laroche       | Modérés        | 4 876        | 11,65        | Retrait     | Retrait     |  |
|                |                     |                |              |              |             |             |  |
| Inscrits       | Inscrits            | Inscrits       | 59 983       | 100,00       | 59 976      | 100,00      |  |
| Abstentions    | Abstentions         | Abstentions    | 17 321       | 28,88        | 13 932      | 23,23       |  |
| Votants        | Votants             | Votants        | 42 662       | 71,12        | 46 044      | 76,77       |  |
| Blancs et nuls | Blancs et nuls      | Blancs et nuls | 819          | 1,92         | 2 405       | 5,22        |  |
| Exprimés       | Exprimés            | Exprimés       | 41 843       | 98,08        | 43 639      | 94,78       |  |

Le Général Pierre Pouyade, suppléant de Jean Charbonnel le remplace du 9 février 1966 au 2 avril 1967, lorsque Jean Charbonnel est nommé membre du gouvernement.

### Élections de 1967
| Candidat       | Candidat                | Parti          | Premier tour | Premier tour | Second tour | Second tour |  |
| Candidat       | Candidat                | Parti          | Voix         | %            | Voix        | %           |  |
| -------------- | ----------------------- | -------------- | ------------ | ------------ | ----------- | ----------- |  |
|                | Jean Charbonnel sortant | UD-Ve          | 25 096       | 48,91        | 26 979      | 49,62       |  |
|                | Roland Dumas élu        | CIR (FGDS)     | 15 215       | 29,65        | 27 396      | 50,38       |  |
|                | Jacques Chaminade       | PCF            | 10 996       | 21,43        | Retrait     | Retrait     |  |
|                |                         |                |              |              |             |             |  |
| Inscrits       | Inscrits                | Inscrits       | 61 724       | 100,00       | 61 707      | 100,00      |  |
| Abstentions    | Abstentions             | Abstentions    | 9 647        | 15,63        | 6 798       | 11,02       |  |
| Votants        | Votants                 | Votants        | 52 077       | 84,37        | 54 909      | 88,98       |  |
| Blancs et nuls | Blancs et nuls          | Blancs et nuls | 770          | 1,48         | 534         | 0,97        |  |
| Exprimés       | Exprimés                | Exprimés       | 51 307       | 98,52        | 54 375      | 99,03       |  |

Le Docteur Pierre Blayac, médecin chef du service de pneumologie au centre hospitalier de Brive-la-Gaillarde est le suppléant de Roland Dumas.

### Élections de 1968
|                | Jean Charbonnel élu  | UDR (URP)      | 26 455 | 51,02  |  |  |  |
|                | Roland Dumas sortant | CIR (FGDS)     | 15 860 | 30,59  |  |  |  |
|                | Jacques Chaminade    | PCF            | 9 538  | 18,39  |  |  |  |
|                |                      |                |        |        |  |  |  |
| Inscrits       | Inscrits             | Inscrits       | 61 542 | 100,00 |  |  |  |
| Abstentions    | Abstentions          | Abstentions    | 8 981  | 14,59  |  |  |  |
| Votants        | Votants              | Votants        | 52 561 | 85,41  |  |  |  |
| Blancs et nuls | Blancs et nuls       | Blancs et nuls | 708    | 1,35   |  |  |  |
| Exprimés       | Exprimés             | Exprimés       | 51 853 | 98,65  |  |  |  |

Le suppléant de Jean Charbonnel est Charles Ceyrac, exploitant agricole, conseiller général du canton de Meyssac, maire de Collonges-la-Rouge. Il remplace Jean Charbonnel, membre du gouvernement  , du 7 août 1972 au 1er avril 1973.

### Élections de 1973
| Candidat       | Candidat                      | Parti          | Premier tour | Premier tour | Second tour | Second tour |  |
| Candidat       | Candidat                      | Parti          | Voix         | %            | Voix        | %           |  |
| -------------- | ----------------------------- | -------------- | ------------ | ------------ | ----------- | ----------- |  |
|                | Jean Charbonnel sortant réélu | UDR (URP)      | 26 040       | 47,11        | 30 392      | 55,36       |  |
|                | Guy Besse                     | PCF            | 13 108       | 23,71        | 24 502      | 44,64       |  |
|                | Pierre Bérégovoy              | PS (UGSD)      | 11 184       | 20,23        | Retrait     | Retrait     |  |
|                | Jean Bardèche                 | Rad (MR)       | 3 815        | 6,9          |             |             |  |
|                | Josiane Mainville             | LO             | 1 129        | 2,04         |             |             |  |
|                |                               |                |              |              |             |             |  |
| Inscrits       | Inscrits                      | Inscrits       | 65 273       | 100,00       | 65 248      | 100,00      |  |
| Abstentions    | Abstentions                   | Abstentions    | 8 980        | 13,76        | 8 130       | 12,46       |  |
| Votants        | Votants                       | Votants        | 56 293       | 86,24        | 57 118      | 87,54       |  |
| Blancs et nuls | Blancs et nuls                | Blancs et nuls | 1 017        | 1,81         | 2 224       | 3,89        |  |
| Exprimés       | Exprimés                      | Exprimés       | 55 276       | 98,19        | 54 894      | 96,11       |  |

Le suppléant de Jean Charbonnel est Charles Ceyrac. Il remplace Jean Charbonnel, membre du gouvernement, du 6 mai 1973 au 2 avril 1978.

### Élections de 1978
| Candidat       | Candidat              | Parti             | Premier tour | Premier tour | Second tour | Second tour |  |
| Candidat       | Candidat              | Parti             | Voix         | %            | Voix        | %           |  |
| -------------- | --------------------- | ----------------- | ------------ | ------------ | ----------- | ----------- |  |
|                | Stanislas Filliol     | RPR               | 20 482       | 32,74        | 31 184      | 49,29       |  |
|                | Jacques Chaminade élu | PCF               | 15 444       | 24,68        | 32 082      | 50,71       |  |
|                | Jean-Claude Cassaing  | PS                | 13 366       | 21,36        | Retrait     | Retrait     |  |
|                | Jean Charbonnel       | Divers (GO) (MRG) | 12 061       | 19,28        | Retrait     | Retrait     |  |
|                | Michel Mournetas      | LO                | 1 216        | 1,94         |             |             |  |
|                |                       |                   |              |              |             |             |  |
| Inscrits       | Inscrits              | Inscrits          | 73 678       | 100,00       | 73 656      | 100,00      |  |
| Abstentions    | Abstentions           | Abstentions       | 8 927        | 12,12        | 7 622       | 10,35       |  |
| Votants        | Votants               | Votants           | 64 751       | 87,88        | 66 034      | 89,65       |  |
| Blancs et nuls | Blancs et nuls        | Blancs et nuls    | 2 182        | 3,37         | 2 768       | 4,19        |  |
| Exprimés       | Exprimés              | Exprimés          | 62 569       | 96,63        | 63 266      | 95,81       |  |

Roger Lajoinie, technicien agricole à Perpezac-le-Blanc, conseiller général du canton d'Ayen (1979-1983) était. le suppléant de Jacques Chaminade.

### Élections de 1981
| Candidat       | Candidat                  | Parti             | Premier tour | Premier tour | Second tour | Second tour |  |
| Candidat       | Candidat                  | Parti             | Voix         | %            | Voix        | %           |  |
| -------------- | ------------------------- | ----------------- | ------------ | ------------ | ----------- | ----------- |  |
|                | Jean-Claude Cassaing élu  | PS                | 18 727       | 32,59        | 36 331      | 60,10       |  |
|                | Jacques Chaminade sortant | PCF               | 14 950       | 26,01        | Retrait     | Retrait     |  |
|                | Jean Charbonnel           | RPR (UNM)         | 14 210       | 24,73        | 24 123      | 39,90       |  |
|                | André Desthomas           | Divers droite     | 8 993        | 15,65        |             |             |  |
|                | Sylvian Chicote           | Divers écologiste | 591          | 1,03         |             |             |  |
|                |                           |                   |              |              |             |             |  |
| Inscrits       | Inscrits                  | Inscrits          | 75 964       | 100,00       | 76 947      | 100,00      |  |
| Abstentions    | Abstentions               | Abstentions       | 17 801       | 23,43        | 14 523      | 18,87       |  |
| Votants        | Votants                   | Votants           | 58 163       | 76,57        | 62 424      | 81,13       |  |
| Blancs et nuls | Blancs et nuls            | Blancs et nuls    | 692          | 1,19         | 1 970       | 3,16        |  |
| Exprimés       | Exprimés                  | Exprimés          | 57 471       | 98,81        | 60 454      | 96,84       |  |

Yves Terrieux, agriculteur, maire de Sérilhac, est le suppléant de Jean-Claude Cassaing.

### Élections de 1988
| Candidat       | Candidat                     | Parti          | Premier tour | Premier tour | Second tour | Second tour |  |
| Candidat       | Candidat                     | Parti          | Voix         | %            | Voix        | %           |  |
| -------------- | ---------------------------- | -------------- | ------------ | ------------ | ----------- | ----------- |  |
|                | Jean Charbonnel élu          | RPR (URC)      | 20 894       | 45,73        | 25 176      | 51,41       |  |
|                | Jean-Claude Cassaing sortant | PS             | 15 522       | 33,97        | 23 798      | 48,59       |  |
|                | Jacques Chaminade            | PCF            | 6 716        | 14,7         |             |             |  |
|                | Gilles du Verdier            | FN             | 2 560        | 5,6          |             |             |  |
|                |                              |                |              |              |             |             |  |
| Inscrits       | Inscrits                     | Inscrits       | 61 362       | 100,00       | 61 345      | 100,00      |  |
| Abstentions    | Abstentions                  | Abstentions    | 14 678       | 23,92        | 10 827      | 17,65       |  |
| Votants        | Votants                      | Votants        | 46 684       | 76,08        | 50 518      | 82,35       |  |
| Blancs et nuls | Blancs et nuls               | Blancs et nuls | 992          | 2,12         | 1 544       | 3,06        |  |
| Exprimés       | Exprimés                     | Exprimés       | 45 692       | 97,88        | 48 974      | 96,94       |  |

Jacques Lagrave, conseiller régional, conseiller général du canton d'Ayen, maire d'Objat est le suppléant de Jean Charbonnel.

### Élections de 1993
| Candidat       | Candidat                | Parti                      | Premier tour | Premier tour | Second tour | Second tour |  |
| Candidat       | Candidat                | Parti                      | Voix         | %            | Voix        | %           |  |
| -------------- | ----------------------- | -------------------------- | ------------ | ------------ | ----------- | ----------- |  |
|                | Bernard Murat élu       | RPR (UPF)                  | 17 465       | 38,9         | 24 895      | 56,44       |  |
|                | Philippe Nauche         | PS (ADFP)                  | 8 172        | 18,2         | 19 211      | 43,56       |  |
|                | Jean Charbonnel sortant | Divers gauche (Maj. prés.) | 7 283        | 16,22        |             |             |  |
|                | André Pamboutzoglou     | PCF                        | 5 085        | 11,33        |             |             |  |
|                | Guy Raynal              | FN                         | 2 999        | 6,68         |             |             |  |
|                | Jean-Pierre Massias     | GÉ (EÉ)                    | 2 476        | 5,52         |             |             |  |
|                | Alain Peytier           | LT-LNÉ                     | 1 413        | 3,15         |             |             |  |
|                |                         |                            |              |              |             |             |  |
| Inscrits       | Inscrits                | Inscrits                   | 63 229       | 100,00       | 63 209      | 100,00      |  |
| Abstentions    | Abstentions             | Abstentions                | 15 620       | 24,7         | 15 310      | 24,22       |  |
| Votants        | Votants                 | Votants                    | 47 609       | 75,3         | 47 899      | 75,78       |  |
| Blancs et nuls | Blancs et nuls          | Blancs et nuls             | 2 716        | 5,7          | 3 793       | 7,92        |  |
| Exprimés       | Exprimés                | Exprimés                   | 44 893       | 94,3         | 44 106      | 92,08       |  |

Daniel Bourzat, agent immobilier, conseiller général du canton de Malemort, maire de Varetz, était le suppléant de Bernard Murat.

### Élections de 1997
| Candidat       | Candidat              | Parti          | Premier tour | Premier tour | Second tour | Second tour |  |
| Candidat       | Candidat              | Parti          | Voix         | %            | Voix        | %           |  |
| -------------- | --------------------- | -------------- | ------------ | ------------ | ----------- | ----------- |  |
|                | Bernard Murat sortant | RPR            | 14 384       | 32,33        | 22 431      | 48,08       |  |
|                | Philippe Nauche élu   | PS             | 12 934       | 29,07        | 24 220      | 51,92       |  |
|                | Jean Charbonnel       | Divers droite  | 5 170        | 11,62        |             |             |  |
|                | André Pamboutzoglou   | PCF            | 5 114        | 11,49        |             |             |  |
|                | Francis Ducreux       | FN             | 3 895        | 8,75         |             |             |  |
|                | Philippe Bernis       | Les Verts      | 1 969        | 4,43         |             |             |  |
|                | Chantal Aznar         | MPF (LDI)      | 1 024        | 2,3          |             |             |  |
|                |                       |                |              |              |             |             |  |
| Inscrits       | Inscrits              | Inscrits       | 63 370       | 100,00       | 63 343      | 100,00      |  |
| Abstentions    | Abstentions           | Abstentions    | 16 144       | 25,48        | 13 615      | 21,49       |  |
| Votants        | Votants               | Votants        | 47 226       | 74,52        | 49 728      | 78,51       |  |
| Blancs et nuls | Blancs et nuls        | Blancs et nuls | 2 736        | 5,79         | 3 077       | 6,19        |  |
| Exprimés       | Exprimés              | Exprimés       | 44 490       | 94,21        | 46 651      | 93,81       |  |

Le suppléant de Philippe Nauche était Henri Bassaler, directeur d'un établissement pour handicapés à Tulle, militant associatif, de Collonges-la-Rouge.

### Élections de 2002
| Candidat       | Candidat                  | Parti            | Premier tour | Premier tour | Second tour | Second tour |  |
| Candidat       | Candidat                  | Parti            | Voix         | %            | Voix        | %           |  |
| -------------- | ------------------------- | ---------------- | ------------ | ------------ | ----------- | ----------- |  |
|                | Frédéric Soulier élu      | UMP              | 18 185       | 39,61        | 24 047      | 53,68       |  |
|                | Philippe Nauche sortant   | PS               | 15 076       | 32,84        | 20 748      | 46,32       |  |
|                | Raymond Féral             | FN               | 3 050        | 6,64         |             |             |  |
|                | Jean-Claude Deschamps     | UDF              | 2 705        | 5,89         |             |             |  |
|                | André Pamboutzoglou       | PCF              | 2 622        | 5,71         |             |             |  |
|                | Louis Hironde             | CPNT             | 1 174        | 2,56         |             |             |  |
|                | Marie-Nicole Boisseau     | Les Verts        | 1 038        | 2,26         |             |             |  |
|                | Liberto Iguacel           | LCR              | 505          | 1,1          |             |             |  |
|                | Claire Roborel de Climens | MPF              | 424          | 0,92         |             |             |  |
|                | Francis Ducreux           | MNR              | 386          | 0,84         |             |             |  |
|                | Christian Pascal          | LO               | 330          | 0,72         |             |             |  |
|                | Christian Gaut            | Pôle républicain | 218          | 0,47         |             |             |  |
|                | Max Lecante               | diss. PCF        | 195          | 0,42         |             |             |  |
|                |                           |                  |              |              |             |             |  |
| Inscrits       | Inscrits                  | Inscrits         | 66 326       | 100,00       | 66 322      | 100,00      |  |
| Abstentions    | Abstentions               | Abstentions      | 19 120       | 28,83        | 19 780      | 29,82       |  |
| Votants        | Votants                   | Votants          | 47 206       | 71,17        | 46 542      | 70,18       |  |
| Blancs et nuls | Blancs et nuls            | Blancs et nuls   | 1 298        | 2,75         | 1 747       | 3,75        |  |
| Exprimés       | Exprimés                  | Exprimés         | 45 908       | 97,25        | 44 795      | 96,25       |  |

La suppléante de Frédéric Soulier était Josette Chirol, maire de Marcillac-la-Croze.

### Élections de 2007
| Candidat       | Candidat                  | Parti          | Premier tour | Premier tour | Second tour | Second tour |  |
| Candidat       | Candidat                  | Parti          | Voix         | %            | Voix        | %           |  |
| -------------- | ------------------------- | -------------- | ------------ | ------------ | ----------- | ----------- |  |
|                | Frédéric Soulier sortant  | UMP            | 19 268       | 42,83        | 22 251      | 49,06       |  |
|                | Philippe Nauche élu       | PS             | 15 725       | 34,95        | 23 106      | 50,94       |  |
|                | Jean-Claude Deschamps     | UDF–MoDem      | 3 177        | 7,06         |             |             |  |
|                | Jean Prat                 | PCF            | 2 128        | 4,73         |             |             |  |
|                | Françoise Moreau          | FN             | 1 333        | 2,96         |             |             |  |
|                | Evelyne Simon             | Les Verts      | 909          | 2,02         |             |             |  |
|                | William Mazerm            | LCR            | 600          | 1,33         |             |             |  |
|                | Claire Roborel de Climens | MPF            | 594          | 1,32         |             |             |  |
|                | Sébastien de Pierpont     | CPNT           | 524          | 1,16         |             |             |  |
|                | Bruno Ratie               | LO             | 363          | 0,81         |             |             |  |
|                | Claude Jarry des Loges    | Divers         | 208          | 0,46         |             |             |  |
|                | Alexis Lacroix            | Extrême gauche | 162          | 0,36         |             |             |  |
|                |                           |                |              |              |             |             |  |
| Inscrits       | Inscrits                  | Inscrits       | 69 686       | 100,00       | 69 666      | 100,00      |  |
| Abstentions    | Abstentions               | Abstentions    | 23 666       | 33,96        | 22 871      | 32,83       |  |
| Votants        | Votants                   | Votants        | 46 020       | 66,04        | 46 795      | 67,17       |  |
| Blancs et nuls | Blancs et nuls            | Blancs et nuls | 1 029        | 2,24         | 1 438       | 3,07        |  |
| Exprimés       | Exprimés                  | Exprimés       | 44 991       | 97,76        | 45 357      | 96,93       |  |

La suppléante de Philippe Nauche était Shamira Kasri, de Brive-la-Gaillarde.

### Élections de 2012
| Candidat       | Candidat                      | Parti          | Premier tour | Premier tour | Second tour | Second tour |  |
| Candidat       | Candidat                      | Parti          | Voix         | %            | Voix        | %           |  |
| -------------- | ----------------------------- | -------------- | ------------ | ------------ | ----------- | ----------- |  |
|                | Philippe Nauche sortant réélu | PS             | 26 810       | 46,39        | 33 193      | 58,96       |  |
|                | Pascal Coste                  | PRV (UMP)      | 17 748       | 30,71        | 23 100      | 41,04       |  |
|                | Alain Balsmisse               | FN (RBM)       | 5 405        | 9,35         |             |             |  |
|                | Éric Coquerel                 | PG (FG) (PCF)  | 4 004        | 6,93         |             |             |  |
|                | Jean-Claude Deschamps         | MoDem (CpF)    | 1 268        | 2,19         |             |             |  |
|                | Daniel Freygefond             | EÉLV           | 1 191        | 2,06         |             |             |  |
|                | Claire Roborel de Climens     | MPF            | 430          | 0,74         |             |             |  |
|                | Jean-Pierre Grau              | Divers         | 362          | 0,63         |             |             |  |
|                | Claude Jarry des Loges        | AÉI            | 300          | 0,52         |             |             |  |
|                | Bruno Ratié                   | LO             | 274          | 0,47         |             |             |  |
|                |                               |                |              |              |             |             |  |
| Inscrits       | Inscrits                      | Inscrits       | 91 937       | 100,00       | 91 923      | 100,00      |  |
| Abstentions    | Abstentions                   | Abstentions    | 32 861       | 35,74        | 33 364      | 36,3        |  |
| Votants        | Votants                       | Votants        | 59 076       | 64,26        | 58 559      | 63,7        |  |
| Blancs et nuls | Blancs et nuls                | Blancs et nuls | 1 284        | 2,17         | 2 266       | 3,87        |  |
| Exprimés       | Exprimés                      | Exprimés       | 57 792       | 97,83        | 56 293      | 96,13       |  |

La suppléante de Philippe Nauche était Shamira Kasri, de Brive-la-Gaillarde.

### Élections de 2017
| Candidat       | Candidat                | Parti          | Premier tour | Premier tour | Second tour | Second tour |  |
| Candidat       | Candidat                | Parti          | Voix         | %            | Voix        | %           |  |
| -------------- | ----------------------- | -------------- | ------------ | ------------ | ----------- | ----------- |  |
|                | Patricia Bordas         | LREM           | 14 887       | 30,63        | 18 849      | 49,97       |  |
|                | Frédérique Meunier élue | LR (UDC)       | 10 611       | 21,83        | 18 874      | 50,03       |  |
|                | Philippe Nauche sortant | PS             | 6 872        | 14,14        |             |             |  |
|                | Selin Ersoy             | LFI            | 5 596        | 11,51        |             |             |  |
|                | Jean-Pierre Moret       | FN             | 4 241        | 8,72         |             |             |  |
|                | Jean-Claude Deschamps   | MoDem          | 1 467        | 3,02         |             |             |  |
|                | Jean-Marc Comas         | UDI            | 1 457        | 3            |             |             |  |
|                | Philippe Tillet         | PCF            | 1 408        | 2,9          |             |             |  |
|                | Jean-Pierre Faurie      | DLF            | 604          | 1,24         |             |             |  |
|                | Daniel Ponthier         | PDF            | 447          | 0,92         |             |             |  |
|                | Bruno Meura             | EÉLV           | 382          | 0,79         |             |             |  |
|                | Sylvie Sicard           | LO             | 325          | 0,67         |             |             |  |
|                | Julien Magne            | UPR            | 277          | 0,57         |             |             |  |
|                | Paul de Montbron        | Divers         | 34           | 0,07         |             |             |  |
|                |                         |                |              |              |             |             |  |
| Inscrits       | Inscrits                | Inscrits       | 92 532       | 100,00       | 92 531      | 100,00      |  |
| Abstentions    | Abstentions             | Abstentions    | 42 191       | 45,6         | 47 674      | 51,52       |  |
| Votants        | Votants                 | Votants        | 50 341       | 54,4         | 44 857      | 48,48       |  |
| Blancs et nuls | Blancs et nuls          | Blancs et nuls | 1 733        | 3,44         | 7 134       | 15,9        |  |
| Exprimés       | Exprimés                | Exprimés       | 48 608       | 96,56        | 37 723      | 84,1        |  |

Le suppléant de Frédérique Meunier était Jean-Jacques Delpech, conseiller départemental du canton de Saint-Pantaléon-de-Larche.

### Élections de 2022
| Candidat       | Candidat                           | Parti          | Premier tour | Premier tour | Second tour | Second tour |  |
| Candidat       | Candidat                           | Parti          | Voix         | %            | Voix        | %           |  |
| -------------- | ---------------------------------- | -------------- | ------------ | ------------ | ----------- | ----------- |  |
|                | Frédérique Meunier sortante réélue | LR (UDC)       | 11 262       | 23,28        | 25 881      | 58,4        |  |
|                | Chloé Herzhaft                     | EÉLV (NUPES)   | 10 239       | 21,16        | 18 433      | 41,6        |  |
|                | Nicolas Brousse                    | LREM (ENS)     | 9 947        | 20,56        |             |             |  |
|                | Valéry Élophe                      | RN             | 8 490        | 17,55        |             |             |  |
|                | Charles-Henri Le Billan            | GRS            | 2 477        | 5,12         |             |             |  |
|                | Camille Dos Santos De Oliveira     | REC            | 1 603        | 3,31         |             |             |  |
|                | Lise Quillot                       | Divers gauche  | 1 063        | 2,2          |             |             |  |
|                | Céline Sauviniat                   | PA             | 681          | 1,41         |             |             |  |
|                | Marie Ayrault                      | LMR            | 643          | 1,33         |             |             |  |
|                | Olivier Bonnie                     | Divers centre  | 615          | 1,27         |             |             |  |
|                | Thierry Dumas                      | LP             | 465          | 0,96         |             |             |  |
|                | Patrick Cojan                      | Divers droite  | 462          | 0,95         |             |             |  |
|                | Sylvie Sicard                      | LO             | 433          | 0,89         |             |             |  |
|                |                                    |                |              |              |             |             |  |
| Inscrits       | Inscrits                           | Inscrits       | 93 149       | 100,00       | 93 152      | 100,00      |  |
| Abstentions    | Abstentions                        | Abstentions    | 42 986       | 46,15        | 44 631      | 47,91       |  |
| Votants        | Votants                            | Votants        | 50 163       | 53,85        | 48 521      | 52,09       |  |
| Blancs et nuls | Blancs et nuls                     | Blancs et nuls | 1 783        | 3,55         | 4 207       | 8,67        |  |
| Exprimés       | Exprimés                           | Exprimés       | 48 380       | 96,45        | 44 314      | 91,33       |  |

Le suppléant de Frédérique Meunier était Jean-Michel Monteil, cuisinier et exploitant agricole, maire de Beynat.

### Élections de 2024
| Candidat                 | Candidat                 | Parti et coalition       | Nuance                   | Premier tour | Premier tour | Second tour | Second tour |
| Candidat                 | Candidat                 | Parti et coalition       | Nuance                   | Voix         | %            | Voix        | %           |
| ------------------------ | ------------------------ | ------------------------ | ------------------------ | ------------ | ------------ | ----------- | ----------- |
|                          | Valéry Élophe            | RN                       | RN                       | 23 250       | 36,28        | 24 960      | 40,06       |
|                          | Frédérique Meunier,      | LR - SL (UDC)            | LR                       | 22 456       | 35,04        | 37 354      | 59,94       |
|                          | Amandine Dewaele         | LÉ (NFP)                 | UG                       | 17 063       | 26,63        | Retrait     | Retrait     |
|                          | Sylvie Sicard            | LO                       | EXG                      | 1 309        | 2,04         |             |             |
|                          |                          |                          |                          |              |              |             |             |
| Votes valides            | Votes valides            | Votes valides            | Votes valides            | 64 078       | 95,97        | 62 314      | 93,34       |
| Votes blancs             | Votes blancs             | Votes blancs             | Votes blancs             | 1 488        | 2,23         | 2 764       | 4,14        |
| Votes nuls               | Votes nuls               | Votes nuls               | Votes nuls               | 1 205        | 1,80         | 1 685       | 2,52        |
| Total                    | Total                    | Total                    | Total                    | 66 771       | 100          | 66 763      | 100         |
| Abstention               | Abstention               | Abstention               | Abstention               | 26 494       | 28,41        | 26 516      | 28,43       |
| Inscrits / participation | Inscrits / participation | Inscrits / participation | Inscrits / participation | 93 265       | 71,59        | 93 279      | 71,57       |

Le suppléant de Frédérique Meunier est Jean-Michel Monteil.